# Löwenburg Jakab
Gróf (korábban báró) Löwenburg János Jakab, születési nevén: Johann Jakob Löwenbauer (1655 körül – Sztrecsnó, 1732. július 16.) földbirtokos, a kassai királyi kamara igazgatója, Békés vármegye főispánja.

## Élete
Löwenburg korai éveiről nem sokat lehet tudni. Testvérével, János Frigyessel együtt 1683. március 23-án I. Lipóttól bárói címet kapott, amivel egyidejűleg a két fivér engedélyt is kapott, hogy nevüket Löwenburgra változtassák. Kevéssel ezután már grófi címet kaptak 1691-ben. 1698-ban kelt adománylevelük szerint az egykori Wesselényi-féle Sztrecsnó uradalma került a birtokukba. Löwenburg Jakab 1723-ban magyar hunfiúságot is kapott, 1726-tól pedig a kassai királyi kamara igazgatója lett. Még ezt megelőzően Lipót 1699-ben Löwenburgot tette meg Békés vármegye első török elnyomást követő felszabadulás utáni főispánjává. Az uralkodó Benkovich Ágoston nagyváradi püspököt rendelte ki, hogy Löwenburgot beiktassa hivatalába, de Löwenburg maga helyett Barlog Istvánt küldte, aki még az esküt is letette Löwenburg helyett és nevében. Később sem töltött sok időt Békésben, hivatalból mindössze egyszer utazott Gyulára, 1723 szeptemberében, amikor tisztújító gyűlést tartott. Általában főispáni megbízottakon keresztül tartotta a vármegyével a kapcsolatot. Löwenburgnak azonban nem csak hivatalból, de magánúton is volt kapcsolata Békéssel, hiszen 1700 körül megszerezte a vári, kétegyházi, keszi és várajti pusztákat. A békésiek annak ellenére, hogy nem volt gyakori vendég náluk, mindig próbáltak Löwenburg kedvében járni. 1715-ben például két akó tokaji borral és néhány fácánnal kedveskedtek a főispánnak, 1717-ben pedig hat tehenet ajándékoztak neki. Tiszteletük további jeleként az 1718-as tisztújítás alkalmából 100, 1721-ben pedig további 50 körmöci aranyat küldtek neki. De Békés vármegye közönsége még ennél is tovább ment, hiszen Bakay József jegyző indítványára a vármegyei címer választásakor a pajzs bal mezejébe a Löwenburg család címerét kölcsönözték. Ezt a címert aztán III. Károly 1724-ben kiadott címeradománya is megerősítette. A jelenlegi Békés megyei címer ugyancsak őrzi ezt az emléket.

### Családja
Löwenburg Jakab volt családja utolsó férfitagja. Háromszor nősült, első felesége gróf késmárki Thököly Katalin volt, majd ennek 1701-es halála után czoborszentmihályi Czobor Anna Reginát vette nőül, végül pedig Elizabeth von Windisch-Grätz grófnőt hagyta özvegyen 1732-ben. Fia, Ferdinánd Antal még apja életében elhunyt, így egyetlen örököse leánya, Alojzia volt, aki később Anton von Gaisruck gróf felesége lett, de gyermekei nem születtek.

## Emlékezete
1731-ben kelt végrendelete Alojzia lányát tette meg örökösévé, de ehhez egy kikötés is társult. Amennyiben leánya nem élné meg a nagykorúságot, vagy örökösök nélkül halna meg, úgy a teljes örökség a bécsi piaristákra szálljon, akiknek az örökölt pénzt azonos számú magyar és osztrák nemes ifjú taníttatására kell fordítaniuk. Mivel Alojziának nem maradtak gyermekei, a piaristák örököltek, akik létre is hozták a Löwenburg-alapítványt, ami 1748-ban már meg is kezdte működését. Ekkor még csak 4 helyre lehetett pályázni, de ez a szám a későbbiekben emelkedett.
Ugyancsak Löwenburg gróf és első felesége, Thököly Katalin grófnő emlékét őrzi az általuk emeltetett soproni Szentháromság-szobor is, amit 1701-ben annak emlékére állíttattak, hogy túlélték a pestisjárványt.